# 津島市立東小学校
津島市立東小学校（つしましりつ ひがししょうがっこう）は、愛知県津島市にある公立小学校。

## 校区
- 校区は今市場4丁目、埋田町1-5丁目、西柳原町1-4丁目、深坪町1-2丁目、藤里町1丁目、藤里町2丁目（一部）、藤里町3丁目（一部）、古川町1-4丁目、大字古川、立込町1-4丁目、寺前町1-3丁目、大字津島、高畑町、新開町1-5丁目、柳原町1-5丁目、南新開町1-2丁目、東柳原町1-5丁目、大字日光、橘町1-6丁目、中一色町（字上山・字北山）、愛宕町2丁目であり、公立中学校に進学する場合は津島市立藤浪中学校へ進学する [1]。

## 沿革
- 1933年（昭和8年）
  - 4月 - 津島町第三尋常小学校として開校。
  - 8月 - 校舎（北校舎・西校舎）が完成する。
- 1934年（昭和9年）2月10日 - 講堂が完成する。
- 1941年（昭和16年）4月1日 - 津島町第三国民学校に改称する。
- 1947年（昭和22年）
  - 3月1日 - 津島町が市制施行し、津島市となる。
  - 4月1日 - 津島市立第三小学校に改称する。
- 1948年（昭和23年）9月1日 - 津島市立東小学校に改称する。
- 1951年（昭和26年）10月 - 南校舎が完成する。
- 1959年（昭和34年）
  - 9月26日 - 伊勢湾台風により浸水被害を受け、休校となる。
  - 12月18日 - 授業を再開する。
- 1961年（昭和36年）6月25日 - 昭和36年梅雨前線豪雨の被害を受け、5日間休校する。
- 1969年（昭和44年）7月 - プールが完成する。
- 1972年（昭和47年）5月 - 新校舎（鉄筋コンクリート造）が完成する。
- 1976年（昭和51年）3月 - 校舎を増築する。
- 1977年（昭和52年）1月 - 校舎を増築する。
- 1982年（昭和57年）2月 - 校舎を増築する。
- 1989年（平成元年）3月 - 体育館が完成する。

## 交通アクセス
- 名古屋鉄道尾西線津島線津島駅下車、徒歩約10分。
- 名鉄バス名古屋・津島線「津島市役所前」バス停より徒歩約5分。

栄（オアシス21）から【43系統】「津島駅」行。
名鉄バスセンターから【44系統】「津島駅」行。
津島駅から【43系統】「栄」行、【44系統】「名鉄バスセンター」行。
- 津島市ふれあいバスAコース、Bコース、Cコース、Dコース「市役所」バス停より徒歩約3分。

## 周辺施設
- 清林館高等学校
- 津島市立藤浪中学校
- 津島市立北小学校
- 津島市立南小学校
- 愛西市立北河田小学校
- 津島市役所
- 津島市消防本部
- 津島警察署
- 津島市民病院
- ヨシヅヤ津島本店
- TOHOシネマズ津島
- ロイヤルホームセンター津島店
- 名鉄尾西線・名鉄津島線津島駅

## 著名な出身者
衞藤颯咲 - サッカープレイヤー